# Gillian Robertson
Gillian Robertson (Niagara Falls, 17 de mayo de 1995) es una artista marcial mixta canadiense que compite en la división de peso mosca en Ultimate Fighting Championship.

## Primeros años
Comenzó a entrenar cardio kickboxing a los 16 años en el American Top Team. A los pocos meses se incorporó a las clases de MMA y comenzó a competir dos años después.

## Carrera en artes marciales mixtas

### Primeros años

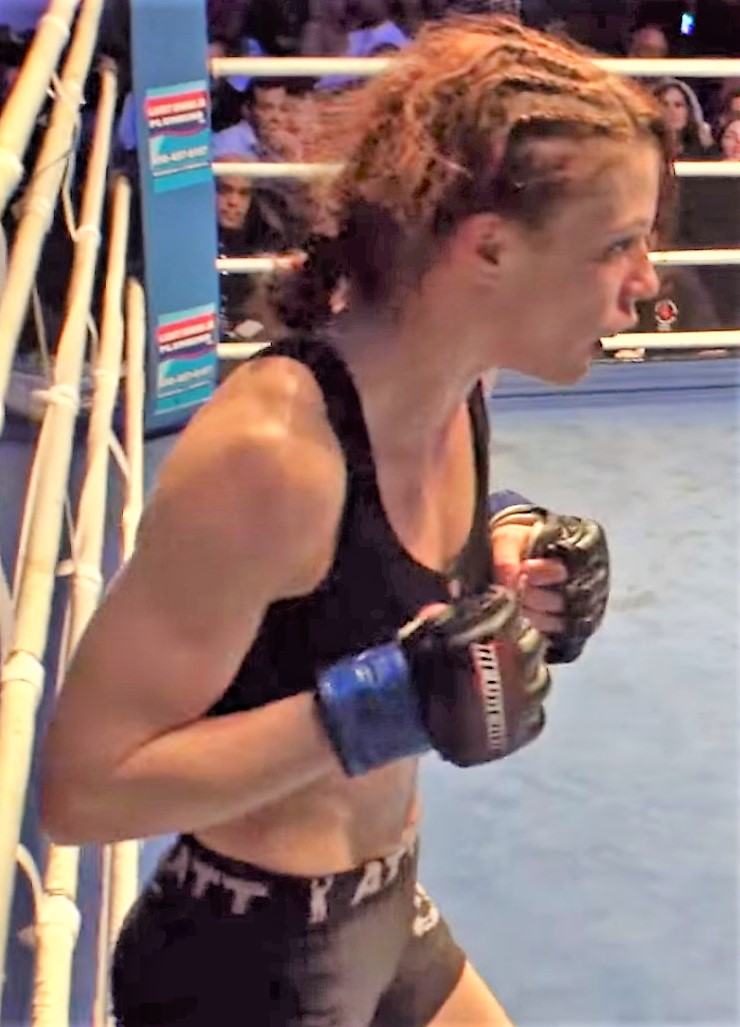
Robertson en una pelea de 2016.

Robertson comenzó su carrera profesional de MMA desde 2016 después de amasar un récord de 9-1 en peleas amateur. Después de luchar en cinco combates profesionales, participó en la serie de competición de MMA The Ultimate Fighter 26 UFC TV y posteriormente fue fichada por la UFC tras el programa.

### The Ultimate Fighter
En agosto de 2017, se anunció que Robertson era una de las luchadoras que figuraban en The Ultimate Fighter 26, serie de UFC TV, donde se llevaría a cabo el proceso para coronar a la campeona femenina inaugural de las 125 libras de la UFC.
En los combates preliminares, Robertson se enfrentó a Barb Honchak y perdió la pelea por TKO en el segundo asalto.

### Ultimate Fighting Championship
Robertson hizo su debut en la UFC el 1 de diciembre de 2017 en The Ultimate Fighter 26 Finale contra Emily Whitmire. Ganó la pelea por medio de una sumisión en el primer asalto.
Su siguiente pelea fue el 27 de mayo de 2018 en UFC Fight Night: Thompson vs. Till contra Molly McCann. En el pesaje, McCann pesó 127 libras, una por encima del límite de la pelea de peso mosca sin título de 126. Fue multada con el 20 por ciento de su bolsa, que fue a parar a Robertson. Ganó la pelea mediante un estrangulamiento por detrás en el segundo asalto.
El 22 de septiembre de 2018, Robertson se enfrentó a Mayra Bueno Silva en UFC Fight Night: Santos vs. Anders. Perdió la pelea a través de una sumisión en la primera ronda.
Robertson se enfrentó a la venezolana Verónica Macedo el 23 de febrero de 2019 en UFC Fight Night: Błachowicz vs. Santos. Ganó la pelea por sumisión en el segundo asalto.
Robertson se enfrentó a Sarah Frota el 27 de julio de 2019 en UFC 240. Ganó la pelea por nocaut técnico en el segundo asalto.
En el período previo a la pelea de Frota, Robertson comenzaría a entrenar con José Torres y el entrenador Din Thomas en ATT. Este fue el comienzo de su asociación una vez que Thomas y los dos luchadores dejaron ATT.
Robertson se enfrentó a Maycee Barber el 18 de octubre de 2019 en UFC on ESPN 6. Perdió la pelea por nocaut técnico en el primer asalto. Se esperaba que Robertson se enfrentara a Taila Santos el 20 de junio de 2020 en UFC on ESPN: Blaydes vs. Volkov. Debido a razones no reveladas, el oponente de Robertson cambió y en su lugar se enfrentó a Cortney Casey. Ganó la pelea a través de una sumisión por estrangulamiento trasero en el tercer asalto.
Antes de su combate con Botelho, Robertson recibió su cinturón negro de Jiu Jitsu brasileño de manos del entrenador Din Thomas. Robertson describió el evento como emotivo y alegre después de nueve años de trabajo. Durante la pandemia de coronavirus, Robertson abandonó el American Top Team con su entrenador principal, Din Thomas, y su compañero de equipo, José Torres.
Robertson se enfrentó a Poliana Botelho el 18 de octubre de 2020 en el UFC Fight Night 180. Ganó la pelea por decisión no amistosa.
Robertson estaba programada para enfrentarse a Andrea Lee el 12 de diciembre de 2020 en UFC 256. Sin embargo, Lee se retiró a principios de diciembre debido a una nariz rota y Robertson se enfrentó a Taila Santos en su lugar en UFC Fight Night: Thompson vs. Neal. Robertson perdió la pelea por decisión unánime.
Se esperaba que Robertson se enfrentara a Miranda Maverick en el UFC 258, el 13 de febrero de 2021. Sin embargo, horas antes de la pelea, Robertson tuvo una enfermedad no relacionada con el UFC y el combate fue cancelado. La pareja finalmente fue reprogramada para el UFC 260 el 27 de marzo de 2021. Robertson perdió la pelea por decisión unánime.
Robertson se enfrentó a Priscila Cachoeira el 11 de diciembre de 2021 en el UFC 269. En el pesaje, Cachoeira pesó 129 libras, tres libras por encima del límite de la pelea de peso mosca. El combate procedió en el peso de captura con Cachoeira multado con el 30% de su bolsa, que fue a Robertson. Robertson ganó la pelea a través de una sumisión de estrangulamiento por detrás en la primera ronda.
Robertson se enfrentó a JJ Aldrich, en sustitución de Ariane Lipski, el 12 de marzo de 2022 en el UFC Fight Night 203. Perdió la pelea por decisión unánime.
En abril de 2023, en el evento UFC on ESPN: Holloway vs. Allen, se enfrentó a la venezolana Piera Rodríguez. Ganó la pelea mediante una sumisión con barra de brazo en el segundo asalto. El enfrentamiento le valió el premio Actuación de la noche. Más adelante, el 24 de junio, combatió contra la carioca Tabatha Ricci en UFC on ABC: Emmett vs. Topuria, perdiendo por decisión unánime.
El 20 de enero de 2024 se enfrentó a la brasileña Polyana Viana en UFC 297, celebrado en Toronto (Canadá). Ganó por nocaut técnico en el segundo asalto después de dominar la mayor parte del combate en el suelo. Esta pelea le valió otro premio a la Actuación de la Noche. Más adelante, tenía programado enfrentarse el 1 de julio siguiente a Michelle Waterson, en UFC 302. Sin embargo, por razones desconocidas, se enfrentaron en UFC 303 el 29 de junio de 2024. Ganó la pelea por decisión unánime.

## Campeonatos y logros
- Ultimate Fighting Championship
  - Actuación de la noche (dos veces) vs. Piera Rodríguez y Polyana Viana[36][41]
  - Más victorias por sumisión en la historia de UFC Femenina (7)[45]

## Record en artes marciales mixtas
| Resultado | Récord | Oponente           | Método                              | Evento                                            | Fecha                    | Ronda | Tiempo | Localización |
| --------- | ------ | ------------------ | ----------------------------------- | ------------------------------------------------- | ------------------------ | ----- | ------ | ------------ |
| Victoria  | 16–8   | Marina Rodriguez   | TKO (golpes)                        | UFC on ESPN: Sandhagen vs. Figueiredo             | 3 de mayo de 2025        | 2     | 2:07   | Des Moines   |
| Victoria  | 15–8   | Luana Pinheiro     | Decisión (unánime)                  | UFC Fight Night: Magny vs. Prates                 | 9 de noviembre de 2024   | 3     | 5:00   | Las Vegas    |
| Victoria  | 14–8   | Michelle Waterson  | Decisión (unánime)                  | UFC 303                                           | 29 de junio de 2024      | 3     | 5:00   | Las Vegas    |
| Victoria  | 13–8   | Polyana Viana      | TKO (golpes)                        | UFC 297                                           | 20 de enero de 2024      | 2     | 3:12   | Toronto      |
| Derrota   | 12–8   | Tabatha Ricci      | Decisión (unánime)                  | UFC on ABC: Emmett vs. Topuria                    | 24 de junio de 2023      | 3     | 5:00   | Jacksonville |
| Victoria  | 12–7   | Piera Rodríguez    | Sumisión (armbar)                   | UFC on ESPN: Holloway vs. Allen                   | 15 de abril de 2023      | 2     | 4:21   | Kansas City  |
| Victoria  | 11–7   | Mariya Agapova     | Sumisión técnica (rear-naked choke) | UFC Fight Night: Sandhagen vs. Song               | 17 de septiembre de 2022 | 2     | 2:19   | Las Vegas    |
| Derrota   | 10–7   | JJ Aldrich         | Decisión (unánime)                  | UFC Fight Night: Santos vs. Ankalaev              | 12 de marzo de 2022      | 3     | 5:00   | Las Vegas    |
| Victoria  | 10–6   | Priscila Cachoeira | Sumisión (rear-naked choke)         | UFC 269                                           | 11 de diciembre de 2021  | 1     | 4:59   | Las Vegas    |
| Derrota   | 9–6    | Miranda Maverick   | Decisión (unánime)                  | UFC 260                                           | 27 de marzo de 2021      | 3     | 5:00   | Las Vegas    |
| Derrota   | 9–5    | Taila Santos       | Decisión (unánime)                  | UFC Fight Night: Thompson vs. Neal                | 19 de diciembre de 2020  | 3     | 5:00   | Las Vegas    |
| Victoria  | 9–4    | Poliana Botelho    | Decisión (unánime)                  | UFC Fight Night: Ortega vs. The Korean Zombie     | 18 de octubre de 2020    | 3     | 5:00   | Abu Dabi     |
| Victoria  | 8–4    | Cortney Casey      | Sumisión (rear-naked choke)         | UFC on ESPN: Blaydes vs. Volkov                   | 20 de junio de 2020      | 3     | 4:36   | Las Vegas    |
| Derrota   | 7–4    | Maycee Barber      | TKO (golpes)                        | UFC on ESPN: Reyes vs. Weidman                    | 18 de octubre de 2019    | 1     | 3:04   | Boston       |
| Victoria  | 7–3    | Sarah Frota        | TKO (codos)                         | UFC 240                                           | 27 de julio de 2019      | 2     | 4:13   | Edmonton     |
| Victoria  | 6–3    | Verónica Macedo    | Sumisión (rear naked choke)         | UFC Fight Night: Błachowicz vs. Santos            | 23 de febrero de 2019    | 2     | 3:27   | Praga        |
| Derrota   | 5–3    | Mayra Bueno Silva  | Sumisión (armbar)                   | UFC Fight Night: Santos vs. Anders                | 22 de septiembre de 2018 | 1     | 4:55   | São Paulo    |
| Victoria  | 5–2    | Molly McCann       | Sumisión técnica (rear-naked choke) | UFC Fight Night: Thompson vs. Till                | 27 de mayo de 2018       | 2     | 2:05   | Liverpool    |
| Victoria  | 4–2    | Emily Whitmire     | Sumisión (armbar)                   | The Ultimate Fighter: A New World Champion Finale | 1 de diciembre de 2017   | 1     | 2:12   | Las Vegas    |
| Victoria  | 3–2    | Hannah Cifers      | Sumisión (rear-naked choke)         | Next Level Fight Club 7                           | 13 de mayo de 2017       | 2     | 4:12   | Raleigh      |
| Derrota   | 2–2    | Cynthia Calvillo   | Decisión (unánime)                  | Global Knockout 8                                 | 19 de noviembre de 2016  | 3     | 3:00   | Jackson      |
| Victoria  | 2–1    | Miki Rogers        | Sumisión (armbar)                   | Atlas Fights 29                                   | 22 de octubre de 2016    | 1     | 4:16   | Biloxi       |
| Victoria  | 1–1    | Monica Medina      | Decisión (unánime)                  | FFI: Blood and Sand 20                            | 13 de agosto de 2016     | 3     | 3:00   | Biloxi       |
| Derrota   | 0–1    | Hannah Goldy       | Decisión (unánime)                  | Square Ring Promotions: Island Fights 37          | 11 de marzo de 2016      | 3     | 3:00   | Pensacola    |